# アバイ・クナンバイウル
アバイ・クナンバイウル（カザフ語:  Абай (Ибраһим) Құнанбайұлы, Abai (Ibrahim) Qunanbaiuly, اباي (ٸبراهٸم) قۇنانبايۇلى 1845年8月10日 - 1904年7月6日）は、カザフスタンの哲学者、作曲家、詩人。またヨーロッパの文化やロシア文化をもとに開けたイスラームを原則とした文化改革者であった。ロシア語では「Абай Кунанбаев（アバイ・クナンバエフ）」と表記され、カザフ人の間では単に「アバイ」と呼ばれることが多い。

## 生涯

### 生い立ちと教育
現在のカザフスタン共和国アバイ州アバイ地区のカラワルの村落で生まれた。クナンバイと2番目の妻ウルジャンの息子。イブラヒムと名付けられたが、利発さゆえにすぐさま生涯にわたって名乗のり続けたあだ名アバイ（意味は「思慮深い」）を付与された。 
マドラサでムッラーのアフメド・リザのもとで何年も学んだ後、父親の経済的地位のおかげもあって青年時代にロシア人学校に通った。アバイはセミパラチンスクの学校でミハイル・レールモントフやアレクサンドル・プーシキンの著作に出合った。

### 業績
アバイの作品においてカザフ文化やカザフ伝承に与えた主な業績とは大きなナショナリズムを巻き起こし、カザフ人の民俗文化を生み出したことであった。以前はほとんどカザフ人の詩は口承文芸であり、大草原に住むカザフ人遊牧民の習慣が反映していた。しかし、アバイが存命中だった頃にいくつもの重要な社会政治的、社会経済的な変化が起こった。カザフスタンではロシアの影響力が拡大し続けたことから、ロシア、西洋ないしはアジアであろうと多くの異なる哲学に触れるだけでなく、教育を受ける機会も拡大した。アバイ・クナンバイウルは、新たに開かれたこれら地域の文化的、哲学的歴史に身を任せた。この意味でアバイの創造的な韻文は教育を受けたカザフ人の哲学的思考に影響を与えた。

## 後世

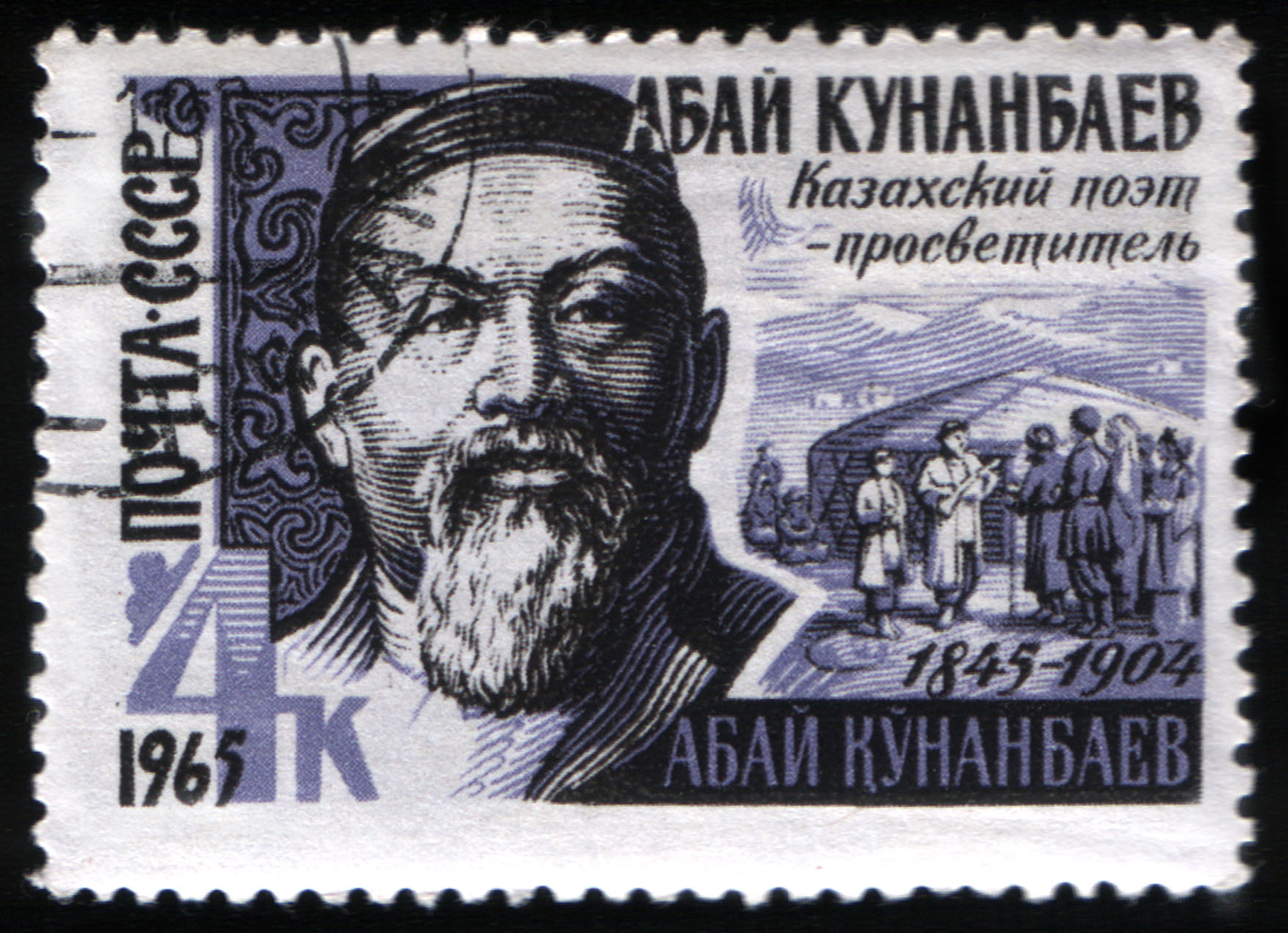
ソビエト連邦が発行した1965年の切手

アラシュオルダ運動の指導者たちはアバイについて彼らを感化させてくれた精神的先人と見なした。
現代カザフ人が持つアバイの心象は大抵ゆったりした伝統的ドレスでドンブラ（カザフの民族楽器）を握っていることが多い。今日において、カザフ人は目覚めた民族意識の中で初の民族的英雄の一人としてアバイを崇敬している。カザフ国立教育大学はアバイにちなんで名づけられており、アルマトイ市の大通りの一つも同様である。 彼の名を冠した公立学校も存在している。
アバイの教え子の中には彼の甥で歴史家、哲学者、詩人のシャカリム・クダイベルディウル(1858-1931)もいた。
カザフスタンではアバイ州、アバイ地区、アバイ (カラガンダ州)など、アバイの名を冠した地名がいくつか存在する。
アバイ・クナンバイウルの銅像はカザフスタンの多くの都市やモスクワにも建てられている。
アバイの生涯に関する映画は1995年にアバイと題されたうえでカザフフィルムにより製作されている。また、カザフスタンの作家ムフタル・アウェーゾフの小説2作やオペラの主題にもなっている。
『クナンバイ』と題した2015年12月の映画は彼の父の生涯を描いている。

## 著作物
アバイ・クナンバイウルはロシアやヨーロッパの文学作品をカザフ語に翻訳したもっとの最初の頃の人物である。ミハイル・レールモントフ、ヨハン・ヴォルフガング・フォン・ゲーテ、ジョージ・ゴードン・バイロンといった人物の韻文や、イヴァン・クルィロフの『寓話』、アレクサンドル・プーシキンの『エヴゲーニイ・オネーギン』等を訳した。
アバイ・クナンバイウルはその著作の中で同胞のカザフ人達に対して貧困や奴隷状態、腐敗から抜け出すために高い教育を受け、識字能力や人徳を身に着けるようにと勧奨している。彼が著述した詩や哲学論考の数々は代表作『アバイ訓戒集』に編纂されているが、この本は彼の死後に出版された物である。アバイ自身は著作を出版していない。
アバイはカザフ人が世界の文化財に触れる方法としてロシア文化の重要性についても論じている。

## 2020年生誕175年を祝賀する動き
2020年がアバイの生誕から175年の節目を迎える事を記念して、カザフスタン国内外で彼の功績を再び顕彰する動きが見られる。カザフスタン大統領カシムジョマルト・トカエフは2019年8月、翌年のアバイ生誕175年記念年に向け各種祝賀行事を行う為の準備基金を設立する法令に署名した。175回目の誕生日となる2020年8月10日に向けてカザフスタン国内外で500を超える記念イベントが計画されているという。生誕地に近いセメイではこれと絡めて観光振興につなげようとする試みもある。また、ユーチューブ、インスタグラム、ツイッター等の各種ソーシャルメディア上では #Abai175 #Aбай175 のハッシュタグを用いアバイの詩の一節を朗読するなどして彼の功績を讃える動画を発信する動きも見られる。

## 2012年5月のモスクワ反政府運動
ロシア連邦大統領に3期目となるウラジーミル・プーチンが就任した後モスクワで反政府運動が行われ、2日後の2012年5月9日にカザフスタン大使館にほど近いモスクワ中心部のキストプルダニー通りにあるアバイ・クナンバイウルの記念碑付近で抗議団体が野営テントを張った。すぐさまこの銅像は抗議団体の参加者の目印になった。モスクワの占拠されたアバイ像でロシアの反対派指導者アレクセイ・ナワルニーはアバイ・クナンバイウルの銅像の隣で彼のサポーターと会合を行い、ナワルニーは「何者か不明なカザフ人記念碑」と述べたことから数日間にわたってTwitterのハッシュタグトップの1つとなった。それはアバイを非常に尊敬しているカザフ民族の間で怒りの渦を巻き起こしていた。また、アバイの詩はAppStoreダウンロードのトップ10に入る売れ行きを見せた。